# Kanton Frontenay-Rohan-Rohan
Der Kanton Frontenay-Rohan-Rohan ist ein französischer Wahlkreis im Arrondissement Niort, im Département Deux-Sèvres und in der Region Nouvelle-Aquitaine; sein Hauptort ist Frontenay-Rohan-Rohan. Vertreter im Generalrat des Départements ist seit 1994 Joël Misbert (vormals DVG, nun PS).

## Gemeinden
Der Kanton besteht aus 13 Gemeinden mit insgesamt 18.876 Einwohnern (Stand: 1. Januar 2022) auf einer Gesamtfläche von 225,30 km²:
| Gemeinde                     | Einwohner 1. Januar 2022 | Fläche km² | Dichte Einw./km² | Code INSEE | Postleitzahl |
| ---------------------------- | ------------------------ | ---------- | ---------------- | ---------- | ------------ |
| Amuré                        | 429                      | 14,86      | 29               | 79009      | 79210        |
| Arçais                       | 604                      | 15,12      | 40               | 79010      | 79210        |
| Bessines                     | 1.882                    | 11,41      | 165              | 79034      | 79000        |
| Coulon                       | 2.275                    | 29,79      | 76               | 79100      | 79510        |
| Épannes                      | 851                      | 8,01       | 106              | 79112      | 79270        |
| Fors                         | 1.812                    | 18,82      | 96               | 79125      | 79230        |
| Frontenay-Rohan-Rohan        | 2.968                    | 33,79      | 88               | 79130      | 79270        |
| Granzay-Gript                | 912                      | 21,55      | 42               | 79137      | 79360        |
| Le Vanneau-Irleau            | 861                      | 14,17      | 61               | 79337      | 79270        |
| Magné                        | 2.708                    | 14,80      | 183              | 79162      | 79460        |
| Saint-Symphorien             | 1.986                    | 19,01      | 104              | 79298      | 79270        |
| Sansais                      | 765                      | 14,94      | 51               | 79304      | 79270        |
| Vallans                      | 823                      | 9,03       | 91               | 79335      | 79270        |
| Kanton Frontenay-Rohan-Rohan | 18.876                   | 225,30     | 84               | 7905       | –            |

Bis zur landesweiten Neuordnung der französischen Kantone im März 2015 gehörte zum Kanton Frontenay-Rohan-Rohan die neun Gemeinden Amuré, Arçais, Bessines, Épannes, Frontenay-Rohan-Rohan, Le Vanneau-Irleau, Saint-Symphorien, Sansais und Vallans. Sein Zuschnitt entsprach einer Fläche von 140,34 km2. Er besaß vor 2015 den INSEE-Code 7912.